# Megumi Sakata
Pour les articles homonymes, voir Sakata.
Megumi Sakata (坂田 恵, Sakata Megumi), née le 18 octobre 1971, est une joueuse internationale de football japonaise.

## Biographie
Le 24 décembre 1989, elle fait ses débuts avec l'équipe nationale japonaise lors de la Coupe d'Asie, contre la Népal. Elle participe à la Coupe du monde 1991 et 1995. Elle compte 10 sélections en équipe nationale du Japon de 1989 à 1996.

## Statistiques
Le tableau ci-dessous présente les statistiques de Megumi Sakata en équipe nationale
| Équipe du Japon | Équipe du Japon | Équipe du Japon |
| Année           | Matchs          | Buts            |
| --------------- | --------------- | --------------- |
| 1989            | 1               | 0               |
| 1990            | 2               | 0               |
| 1991            | 3               | 0               |
| 1992            | 0               | 0               |
| 1993            | 1               | 0               |
| 1994            | 1               | 0               |
| 1995            | 1               | 0               |
| 1996            | 1               | 0               |
| Total           | 10              | 0               |

## Palmarès
- Finaliste de la Coupe d'Asie 1991, 1995
- Troisième de la Coupe d'Asie 1989, 1993